# Nightbirde
Nightbirde, geboren als Jane Kristen Marczewski (29 december 1990 – 19 februari 2022), was een Amerikaanse singer-songwriter.

## Biografie
Marczewski uploadde haar eerste liedjes en gaf haar eerste live optreden in 2011, terwijl ze studeerde aan de Liberty University. Ze bracht in 2012 een EP met drie nummers uit, genaamd Lines, waarop ze zong en akoestische gitaar speelde. In 2013 bracht ze Ocean & Sky uit, een EP met zes nummers die ze financierde op Kickstarter.
Na eerder twee EP's en verschillende singles te hebben uitgebracht, deed Nightbirde auditie bij America's Got Talent in 2021, waar ze een Golden Buzzer ontving voor haar eigen nummer "It's OK". Ze besloot zich echter voor de kwartfinales terug te trekken uit AGT vanwege een verslechterende gezondheid als gevolg van terugkerende kanker. Marczewski stierf op 19 februari 2022. Ze werd 31 jaar oud.